# Tor Karsten
Torsten (Tor) Evert Karsten, född 20 augusti 1870 i Orivesi, död 12 september 1942 i Helsingfors, var en finlandssvensk språkforskare. Han var bror till Rafael Karsten.

## Biografi
Tor Karsten föddes i Orivesi som son till Klas Edvin Karsten och Maria Augusta Emilia Cajanus. Han gifte sig med Elsa Maria Malin år 1908.
Karsten blev filosofie doktor 1897, docent i forngermanska språk vid Helsingfors universitet 1897 och i germansk filologi 1908. Han var extra ordinarie professor i det sistnämnda ämnet där 1913–1931 och i nordisk filologi 1931–1937. Han tjänstgjorde även som professor vid Åbo Akademi 1928–1930.
Karsten har framför allt forskat i ortnamn och lånord. I sina undersökningar har han i stor utsträckning och med stöd även av arkeologins resultat diskuterat och tagit ställning till frågorna rörande Finlands etnografiska och bebyggelsehistoriska förhållanden. Han hävdade den starkt kontroversiella uppfattningen att det tidigare germanska folkskiktet i Finland kommit från söder och ej från Sverige.